# Nazi-maoïsme
Le nazi-maoïsme (en italien: nazi-maoismo) est un concept idéologique et une doctrine politique basée sur une synthèse des principes du national-socialisme et des idées de Mao Zedong. C’est en Italie qu’elle s’est développée le plus à la fin des années 1960 et au début des années 1970. Il a uni le radicalisme d’ultra-droite et d’ultra-gauche sur une plateforme anti-système. En contraste avec le capitalisme occidental, le libéralisme et le modèle soviétique de socialisme. La formule la plus conceptuelle a été formulée par le militant italien Franco Freda.
Cette expression était celle utilisée par la presse pour qualifier le phénomène politique de l’époque, car à aucun moment les auteurs politiques qualifiés par cette expression ne l’ont utilisée pour se décrire.

## Cadre conceptuel
La fin des années 1960 a été caractérisée en Italie par une forte intensification des forces politiques radicales. Les néofascistes ont reçu une impulsion des événements de Grèce, où en avril 1967 a été instaurée la dictature d'extrême droite des « colonels noirs ». L'extrême gauche s'est inspirée de la Révolution culturelle chinoise. Les deux phénomènes — malgré toutes leurs différences, et parfois opposés — étaient considérés comme des alternatives idéologiques et sociopolitiques au capitalisme libéral occidental et au socialisme soviétique, deux variantes d'une société de consommation et d'un État bureaucratique.
Du point de vue de la vision du monde, le nazisme/fascisme et le maoïsme (également l'anarchisme et en partie le trotskysme) ont été présentés comme des doctrines idéalistes et militantes nationales s'opposant à la dictature spirituelle des bureaucrates et du capital. Géopolitiquement, l’extrême droite s’est battue contre les « prédateurs de Yalta » représentés par les États-Unis et l’URSS, tandis que Mao Zedong opposait à cette époque la RPC aux mêmes puissances. Les discours de Jean Thiriart et de sa Jeune Europe ont eu une sérieuse influence intégratrice sur le nazi-maoïsme naissant. Enfin, toutes ces idéologies mettent intrinsèquement l’accent sur la violence politique.
Un tel rapprochement semblait suffisant pour formuler une plateforme commune et des actions pratiques communes.

## Manifestations politiques
Le centre principal du nazi-maoïsme était l'Université La Sapienza de Rome. Le 1er mars 1968 a lieu la bataille de Valle Giulia, au cours de laquelle des étudiants néofascistes de l' organisation FUAN-Caravella et de l'Avanguardia Nazionale attaquent la police aux côtés de l'extrême gauche. Dans le même temps, les communistes « systémiques » étaient coupés du mouvement et les néo-fascistes parlementaires le traitaient avec prudence.

« Ils sont jeunes et professent des opinions de gauche. Cependant, ils sont en confrontation avec le Parti communiste. Il y a un panneau sur la fenêtre de la Faculté de Philologie avertissant que tous les journalistes sont autorisés à y accéder, à l'exception de ceux qui représentent l'organe du Parti communiste « Unita » … D'un côté, le Parti communiste italien . De l'autre, le Mouvement Social Italien . Ces deux forces ont tenté de prendre le contrôle des manifestations, des organisations dans lesquelles les rouges et les noirs essayaient de s'entendre.
— Mario Merlino »

Le 16 mars 1968, des combats de masse ont eu lieu entre étudiants néo-fascistes et communistes pro-soviétiques. Les maoïstes et les anarchistes ont soutenu l'extrême droite lors des conflits de mars. C'est ce qu'a noté le leader Giulio Caradonna, qui supervisait le mouvement étudiant et les brigades de sécurité à la direction du parti néo-fasciste. Dans le même temps, le leader de l'ISD, Giorgio Almirante, n'a pas soutenu ces tendances et a même personnellement participé à des affrontements avec les nazis-maoïstes (car il adhérait à une interprétation plus traditionnelle du fascisme).
L'idéologue de l'« anarcho-fascisme » Mario Merlino, proche allié de Stefano Delle Chiaie, a mené un travail actif pour attirer la jeunesse d'ultra-gauche vers l'activité néo-fasciste. Des militants de l'Avanguardia Nazionale ont distribué des affiches antisoviétiques et des tracts pro-chinois.
L’apogée de l’activité nazi-maoïste fut 1969. Le 1er mai 1969, les étudiants d'extrême droite Enzo Dantini, Serafino di Luia, Ugo Gaudenzi, Ugo Caccella créent l'organisation Lotta di Popolo  – « Lutte du peuple ». Ce groupe est devenu la principale structure organisationnelle du nazi-maoïsme. Les organisateurs ont annoncé la poursuite de la tradition de Valle Giulia - un front antisystème uni de radicaux de droite et de gauche.
Un rôle particulier dans la « Lutte populaire » a été joué par di Luia, un militant de l'AN, « détaché » pour maintenir le contrôle néo-fasciste. Les membres de l'organisation ont parlé avec les slogans « Hitler et Mao unis dans la lutte ! », « Vive la dictature fasciste du prolétariat ! ». Ils ont activement provoqué des affrontements avec la police et des membres du PCI.
Dans sa forme la plus systématique, le concept de nazi-maoïsme est exposé par le leader du groupe « Ar », Franco Freda dans le livre La disintegrazione del sistema  – « La désintégration du système ».

« La formule paradoxale du « nazi-maoïsme » n’est pas tout à fait exacte, mais elle n’est pas fausse non plus. Il permet de séparer les composants. Pour que les communistes n'effraient pas leurs camarades avec les « nazis », et les néofascistes avec les « maoïstes ».
Franco Freda »

Les concepts maoïstes de guérilla, adaptés aux conditions de la société urbanisée d'Europe occidentale, ont été utilisés par les organisateurs de la « stratégie de la tension » et du terrorisme politique des années 1970.

## Désactualisation et héritage
En 1970, l’épicentre de la lutte antisystème s’est déplacé de Rome vers le sud du pays. Un mouvement populiste massif de droite dirigé par le syndicaliste néofasciste Ciccio Franco a lancé un soulèvement à Reggio de Calabre . Le bloc des forces radicales, dominé par l’extrême droite, a émergé sans conception idéologique particulière. Dans le même temps, des contradictions irréconciliables ont été révélées entre les néofascistes et l’ultra-gauche.
En 1973, la Lutte populaire a cessé d'exister. Les radicaux de droite et de gauche ont mené une lutte anti-étatique indépendamment les uns des autres, sur fond d’hostilité mutuelle. Parfois, des affrontements sanglants ont eu lieu entre eux, notamment le massacre d'Acca Larentia et les actions anticommunistes ultérieures des Noyaux armés révolutionnaires.
La synthèse idéologique et politique n’a pas duré longtemps, mais l’influence des concepts nazis-maoïstes est encore perceptible aujourd’hui. Elles se manifestent le plus clairement dans les discours du terroriste néo-fasciste Pierluigi Concutelli. Les aspects anticapitalistes des programmes d'organisations telles que la Fiamma Tricolore, le Front Social National et le Mouvement Idea Sociale remontent en partie au nazi-maoïsme.